# Microsoft Design Language
Microsoft Design Language (MDL, dawniej Modern UI) – stworzony przez Microsoft język projektowania interfejsu opartego głównie na typografii.
Wykorzystywany jest w interfejsie użytkownika produktów takich jak: Windows 10, Windows 8.1, Xbox One OS, Windows 10 Mobile, Windows Phone, Windows Media Center czy Microsoft Zune. Interfejs taki charakteryzuje się przejrzystymi napisami, ascetycznymi piktogramami, minimalizmem, brakiem ozdobników (np. gradientów) i kontrastową kolorystyką. Tekst pisany jest czcionką Segoe UI opracowaną przez Microsoft.
Język jest inspirowany znakami, które można znaleźć wśród infrastruktury transportowej – na przystankach metra, czy lotniskach.
11 maja 2017 roku na konferencji Build 2017 Microsoft zapowiedział następcę MDL2. Nowy język nosi nazwę Fluent Design System i powoli trafia do systemu Windows 10 oraz preinstalowanych aplikacji wraz z kolejnymi ich aktualizacjami. Wdrażanie nowego języka podzielone jest na etapy.

## Nazwa
Na początku sierpnia 2012 roku firma Microsoft poinformowała deweloperów, aby ci zaprzestali używać nazwy Metro w kontekście nowego interfejsu graficznego. Microsoft stwierdził, że była to jedynie nazwa kodowa, wprowadzając tym samym nową – Modern UI. Według części portali branżowych, zmiana miała związek z roszczeniami prawnymi.
Wraz z wydaniem systemu Windows 10 Microsoft zmienił nazwę Modern UI na Microsoft Design Language.

## Windows 8.1

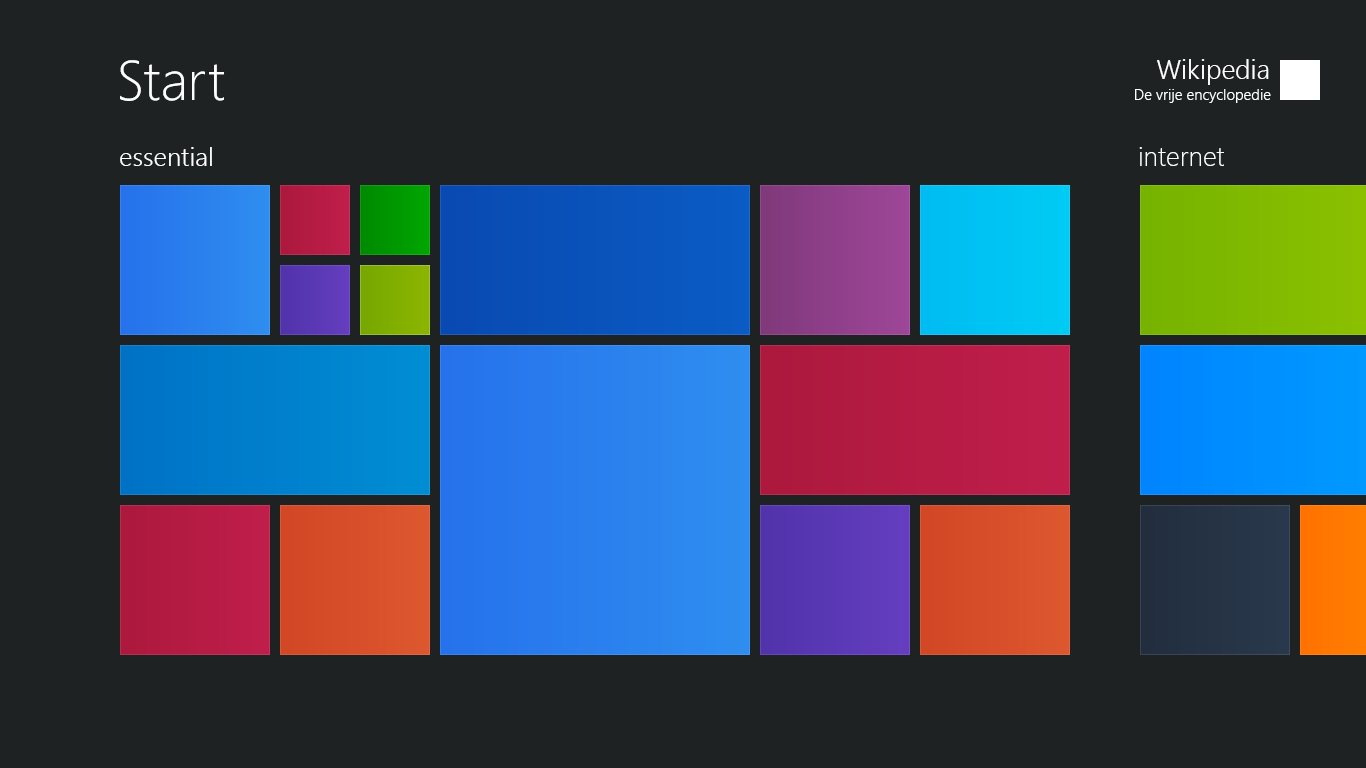
Interfejs Modern UI w systemie Windows 8.1

System Windows 8.1 posiada interfejs Modern UI, który przeplata się z tradycyjnym pulpitem. Aby uruchomić aplikacje zgodne z Modern Ul, komputer musi przede wszystkim posiadać rozdzielczość 1024x768 lub wyższą.

## Windows 10
System Windows 10 wprowadził nowy język projektowania interfejsu – MDL2 (Microsoft Design Language 2), który zrywa z dotychczasowymi założeniami. Nowy język, podobnie jak Modern UI, stawia na użyteczność i prostotę. Jest to ostatni system operacyjny od Microsoftu korzystający z MDL. Windows 11 korzysta z rozwinięcia języka MDL - Fluent 2 Design System.